# 景観重要建造物
景観重要建造物（けいかんじゅうようけんぞうぶつ）とは、2004年（平成16年）に公布された景観法の規定に基づき、景観行政団体が指定する建造物。
景観重要建造物に指定された場合、以下のような影響がある。
- 建築基準法の一定の規定の適用が排除、または緩和される[1]。
- 建造物が民間所有だった場合、相続時に適正評価を行うことで相続税の控除が行われる[2]。
- 景観行政団体に指定された景観整備機構が管理協定を締結し、景観重要建造物の管理をすることができるように措置する必要がある[3]。
- 現状変更には景観行政団体の長の許可が必要となる[3]。

登録有形文化財における建造物の登録は築後50年を条件の1つとしているが、景観法による指定においては築年数の規定はない。ただし、実際には指定基準において「歴史的価値がある建造物」など明記している自治体も多く、2011年時点で91件指定されている景観重要建造物のうち、83件は戦前に建築された建造物である。また民間所有は65件であり、その内で個人所有の建造物は50件となる。景観重要建造物への指定はそういった民間・個人所有の建造物の維持管理に関わる資金調達や、相続時の相続税の問題解決になるものと期待されている。

## 一覧
Category:景観重要建造物を参照。
ほかに鎌倉市指定景観重要建築物や川越市のものもある。